# Berchemia huana
Berchemia huana là một loài thực vật có hoa trong họ Táo. Loài này được Rehder mô tả khoa học đầu tiên năm 1927.